# Zuidelijke zandvissen
Zuidelijke zandvissen (Leptoscopidae) zijn een familie van straalvinnige vissen uit de orde van Baarsachtigen (Perciformes).

## Geslachten
- Crapatalus Günther, 1861
- Leptoscopus Gill, 1859
- Lesueurina Fowler, 1908